# Lưu ký
Lưu ký (tiếng Anh hay dùng là Depository) là một từ dịch thuật từ nước ngoài về, trong đó Lưu là lưu giữ, còn ký là ký gửi, nôm na lại Lưu ký là việc chúng ta nhờ ký gửi một vật hoặc tài sản gì đó cho 1 cá nhân hoặc tổ chức khác lưu giữ hộ tài sản đó, giống như việc một số người có vàng để ở nhà không an toàn, kể cả trong két sắt nên đã ký gửi số vàng đó cho ngân hàng và mất 1 khoản phí khi nhờ cất giữ hộ đó.